# Sırxavənd
Sirxavənd (eingedeutscht Sirchawänd) oder Nor Ghasantschi (armenisch Նոր Ղազանչի) ist ein Dorf im Rayon Ağdam von Aserbaidschan. Von 1992 bis 2023 wurde es von der nicht-anerkannten Republik Arzach verwaltet.

## Geographische Lage und Geschichte
Sirxavənd liegt am Fluss Chatschintschaj, einem rechten Nebenfluss der Kura. Archäologische Funde deuten auf eine Besiedlung des Ortes seit dem 12. Jahrhundert. Das heutige Dorf wurde im 17. Jahrhundert gegründet. Es erhielt im 19. Jahrhundert eine Kirche, die später wieder zerstört wurde. In der Umgebung des Ortes wurden Chatschkare gefunden.
Laut dem Kaukasischen Kalender von 1910 lebten 1908 im Dorf 430 Menschen, alle Aserbaidschaner. Gemäß der Volkszählung der Aserbaidschanischen SSR aus dem Jahr 1921 lebten in Sirxavənd etwas mehr als 500 Personen, alle Aserbaidschaner. 1923 wurde der Ort Teil der in diesem Jahr gegründeten Autonomen Oblast Bergkarabach und in diesem Teil des Bezirks Mardakert. Bis 1933 stieg die Bevölkerungszahl auf 650. Es galt als eine der größten aserbaidschanisch besiedelten Ortschaften seines Bezirks.
Nach dem Ausbruch des Ersten Bergkarabachkrieges (1992–1994) lieferten sich armenische und aserbaidschanische Einheiten heftige Gefechte um die Kontrolle über Sirxavənd. Am 12. März 1992 wurde das Dorf von armenischen Truppen besetzt und die Bewohner vertrieben. Im Herbst desselben Jahres gelang es den aserbaidschanischen Streitkräften die Ortschaft zurückzuerobern, sie mussten sich jedoch kurze Zeit später wieder zurückziehen.
Nach dem Krieg blieb der Ort unter Kontrolle der als unabhängig erklärten Republik Arzach und wurde von dieser in der Provinz Martakert verwaltet. Nach dem Zensus von 2005 hatte das Dorf 177 Einwohner. Für 2015 wurde die Einwohnerzahl auf 143 geschätzt.
Der trilateralen Vereinbarung zwischen Armenien, Aserbaidschan und Russland vom 10. November 2020 zufolge, die den von Aserbaidschan gewonnenen Krieg um Bergkarabach beendete, gehört Sirxavənd zum Kontrollbereich der in der Region stationierten russischen Friedenstruppen. Die Stellungen der aserbaidschanischen Truppen liegen nur wenige Hundert Meter vom Dorf entfernt im an aserbaidschanische Kontrolle übergebenen Bezirk Ağdam. Hier wurde Mitte November 2020 der Beobachtungsposten Nr. 12 des russischen Friedenskontingents aufgestellt. Mit der aserbaidschanischen Offensive im September 2023 kam der Ort wieder unter die Kontrolle Aserbaidschans. In den folgenden Wochen floh fast die gesamte Bevölkerung Bergkarabachs nach Armenien.